# Luchthaven M'Poko Internationaal
Luchthaven M'Poko Internationaal (IATA: BGF, ICAO: FEFF) is een luchthaven op 4 km ten noordwesten van Bangui, de hoofdstad van de Centraal-Afrikaanse Republiek.
De luchthaven bediende 53.862 passagiers in 2004.

## Luchtvaartmaatschappijen en Bestemmingen
- Afriqiyah Airways - Tripoli (Libië)
- Air France - Parijs-Charles de Gaulle
- ASKY Airlines - Cotonou, Lagos, Lomé, Yaoundé
- Ethiopian Airlines - Addis Ababa, Douala
- Interair South Africa - Douala
- Kenya Airways - Douala, Nairobi
- Royal Air Maroc - Casablanca, Douala
- TAAG Angola Airlines - Brazzaville, Douala, Luanda
- Toumaï Air Tchad - Brazzaville, Cotonou, Douala, Libreville, Lomé, N'Djamena